# Concierto serenata
El Concierto serenata para arpa y orquesta fue compuesto en 1952 por Joaquín Rodrigo. Fue escrito para Nicanor Zabaleta, que estrenó la obra en Madrid el 9 de noviembre de 1956; junto con Paul Kletzki que dirigió la Orquesta Nacional de España.
El concierto está compuesto en tres movimientos; una interpretación típica de la obra dura alrededor de 20 minutos. El primero de los tres movimientos representa un grupo de jóvenes músicos caminando en la calle; el tercero representa la noche.
Los movimientos son:
- Estudiantina (Allegro ma non troppo — Andante)
- Intermezzo (Molto tranquillo)
- Sarao (Allegro deciso)